# Die Heimkehr aus der Fremde
Die Heimkehr aus der Fremde (Främlingens hemkomst) är ett tyskt Sångspel (op. 89) i en akt med musik av Felix Mendelssohn och libretto av Karl Klingemann.

## Historia
Mendelssohn skrev detta lätta sångspel som en del av hyllningarna vid föräldrarnas silverbröllop och iscensattes i familjehemmet den 26 december 1829 inför en publik av 120 personer. Bland sångarna återfanns två av Mendelssohns systrar, Fanny och Rebecka, samt Fannys make Wilhelm Hensel, trots att denne inte kunde sjunga alls. Mendelssohn löste detta så att Wilhelms sångparti bara var några takter långt och endast bestod av en ton, F.
Operan skrevs under Mendelssohns resa till Storbritannien och orkestrerades i Tyskland. Die Heimkehr aus der Fremde var ett steg tillbaka från Mendelssohns tidigare opera Die Hochzeit des Camacho till det mer jordnära och folkliga Singspiel. Men då operan endast var tänkt att uppföras inom familjen var detta helt i sin ordning. Trots detta skulle operan bli den mest framförda av Mendelssohns operor och uppfördes även på engelska scener under titeln Son and Stranger.

## Personer
- Schultz, borgmästare i en lite by (bas)
- Hermann, hans son (tenor)
- Hermanns moder (mezzosopran)
- Lisbeth, Schultzs myndling (sopran)
- Kauz, en skojare som imiterar Hermann (baryton)

## Handling
Skojaren Kurz anländer till en liten by och bestämmer sig för att utge sig för att vara sonen till borgmästare som har varit borta i sex år. Olyckligt vis återvänder den äkta sonen Hermann och de båda rivaliserar om samma flicka. Slutligen avslöjas Kurz och jagas bort.